# Automeris incarnata
Automeris incarnata é uma espécie de mariposa do gênero Automeris, da família Saturniidae.
Sua ocorrência foi registrada na Colômbia e Venezuela, na América do Sul, e no Panamá, na Central.